# Sartorius (Familienname)
Sartorius ist ein deutscher Familienname.

## Herkunft und Bedeutung
Sartorius ist die in der Frühen Neuzeit aufgekommene latinisierte Form des Berufsnamens Schneider.

## Namensträger
- August Sartorius von Waltershausen (1852–1938), deutscher Ökonom
- Auguste von Sartorius (1830–1895), deutsche römisch-katholische Ordensfrau, Gründerin des Kindermissionswerks
- Augustinus Sartorius (1663–1723), böhmischer Zisterziensermönch und Kirchenhistoriker
- Balthasar Sartorius (1534–1609), deutscher lutherischer Theologe
- Carl Sartorius (1865–1945), deutscher Jurist
- Christian Sartorius (1796–1872), deutschamerikanischer Politiker und Zuckerfabrikant
- Christoph Friedrich Sartorius (1701–1785), deutscher Theologe
- David Bernhard von Sartorius (1744–1825), Generalsuperintendent, württembergischer Landtagsabgeordneter
- Dietrich Sartorius († nach 1543), evangelischer Prediger der Reformationszeit
- Émile Sartorius (1885–1933), französischer Fußballspieler
- Erich Sartorius († 1947), deutscher Fabrikant, siehe Sartorius (Unternehmen)
- Ernst Sartorius (1797–1859), deutscher Theologe
- Erasmus Sartorius (1577–1637), deutscher Komponist
- Florenz Sartorius (1846–1925), deutscher Mechaniker und Unternehmer, Begründer von Sartorius (Unternehmen)
- Franz Josef Sartorius (1811–1878), preußischer Abgeordneter
- Friedrich Sartorius (1808–1865), deutscher Pfarrer und Abgeordneter
- Friedrich Sartorius (Mediziner) (1896–1983), deutscher Mediziner und Hochschullehrer
- Friedrich Wilhelm Sartorius (1715–1784), lutherischer Generalsuperintendent der Niederlausitz
- Georg Friedrich Sartorius (1765–1828), deutscher Historiker
- Hans Wilhelm Sartorius von Bach (1904–1975), südwestafrikanischer Politiker und Landwirt
- Heinrich Sartorius (1912–1989), deutscher Botschafter
- Hermann Wolfgang von Waltershausen (1882–1954), deutscher Komponist, Musikpädagoge und Musikschriftsteller
- Horst Sartorius (* 1910), deutscher Fabrikant, Geschäftsführer von Sartorius (Unternehmen)
- Jacob Sartorius (* 2002), US-amerikanischer Popsänger
- Joachim Sartorius (Kantor) (um 1548–um 1600), Kantor in Schweidnitz (Schlesien), Liederdichter
- Joachim Sartorius (* 1946), deutscher Lyriker, Jurist, Diplomat, Theaterintendant und Übersetzer

- Johann Sartorius  (um 1500–1570), niederländischer Prediger und Reformator, siehe Jan Snyder
- Johann Sartorius der Ältere (1682–1756), deutscher Komponist in Siebenbürgen
- Johann Sartorius der Jüngere (1712–1787), evangelischer Pfarrer und Musiker in Siebenbürgen
- Johann Baptist Sartorius (1798–1884), deutscher Jurist, katholisch, eingebürgert in Rheinau und hielt ab 1833 Vorlesungen an der Universität Zürich
- Johann Friedrich Sartorius (erwähnt 1618, gestorben 1646), deutscher Drucker
- Johann Jacob Sartorius (1730–1790), deutscher evangelischer Geistlicher und Pädagoge
- Johannes Sartorius (1656–1729), deutscher Pädagoge und Schriftsteller
- Johannes Georg Sartorius († 1696), deutscher Mediziner
- Joseph Sartorius (1842–1910), deutscher Politiker
- Julian Sartorius (* 1981), Schweizer Jazz- und Improvisationsmusiker
- Julius Sartorius (1879–1918), deutscher Ingenieur und Industrieller
- Karl Sartorius (Ornithologe) (1875–1967), deutscher Lehrer und Ornithologe
- Karl Sartorius (Zeitungsverleger) (1890–1965), Schweizer Zeitungsverleger
- Luis José Sartorius Tapia (1820–1871), spanischer Regierungspräsident (1853–1854)
- Malte Sartorius (1933–2017), deutscher Zeichner und Graphiker
- Margrit Sartorius (* 1974), deutsche Schauspielerin
- Maria Sara Johanna Sartorius (1836–1913), niederländische Blumen- und Genremalerin
- Nicolás Sartorius (* 1938), spanischer Jurist, Politiker, Gewerkschafter, Autor und Journalist
- Nicolaus Sartorius, deutscher Musikverleger, Liegnitz, 17. Jahrhundert
- Norman Sartorius (* 1935), deutscher Psychiater und Hochschullehrer
- Otto Sartorius (Politiker) (1842–1911), deutscher Weinbauunternehmer und Politiker (FVp)
- Otto Sartorius (Theologe) (1864–1947), deutscher Theologe und Genealoge
- Otto Sartorius (Önologe) (1892–1977), deutscher Weinbauunternehmer und Önologe
- Paul Sartorius (Komponist) (1569–1609), deutscher Komponist
- Paul Sartorius (Hockeyspieler) (1912–2002), französischer Feldhockeyspieler
- Peter Sartorius (* 1937), deutscher Journalist und Publizist
- Walter Sartorius (1875–1937), deutscher Architekt
- Wilhelm Sartorius (1863–1942), deutscher Landrat
- Wolfgang Sartorius (um 1590), deutscher Mathematiker (erstes Buchhaltungslehrbuch)
- Wolfgang Sartorius von Waltershausen (1809–1876), deutscher Geologe, Namensgeber des Minerals Sartorit